# Richard Schönherz
Richard Schönherz (* 1947) (auch Richard Schoenherz) ist ein Musiker (Keyboard), Sänger, Arrangeur und Produzent aus Wien.
1975 veröffentlichte er zusammen mit Manuel Rigoni die Rockoper Victor auf einer opulent illustrierten Doppel-LP.
1978 wurde Victor unter der Regie von Walter Bockmayer und Rolf Bührmann fürs Fernsehen verfilmt.
Richard Schönherz arbeitete als Komponist und Produzent für Andre Heller, Wolfgang Ambros, Erika Pluhar, die Popgruppe Supermax und ist gemeinsam mit Angelica Fleer (siehe auch: Schönherz & Fleer) Schöpfer des Rilke-Projekts und des nachfolgenden Hesse-Projekts.
Er schuf ebenfalls zweimal den österreichischen Beitrag für den Eurovision Song Contest.

## Filmografie
- 1970: Dornwittchen und Schneeröschen
- 1972: Situation
- 1975: Parapsycho – Spektrum der Angst
- 1976: Zerschossene Träume
- 1979: Viktor (TV)